# Strausz Flórián
Strauszenberghi Strausz Flórián Benedek (Nagylengyel, Zala vármegye, 1863. október 19. – Nagylengyel, Zala vármegye, 1952. október 30.) római katolikus pap, pápai prelátus, alsólendvai esperes.

## Családja és származása
A római katolikus nemesi származású strauszenbergi Strausz családban született. Ősapja a Mosonmagyaróváron lakó strauszenberghi Strausz Ferenc Márton volt, aki 1702 május 26.-án szerzett indigenátust (a nemesség magyar honosságát) valamint családi címert I. Lipót magyar királytól. Apja strauszenberghi Strausz Ferenc (1829–1880), nagylengyeli földbirtokos, anyja Rieger Julianna (1838–1902) volt. Keresztszülei tótfalusi Tóth Benedek (1825–1883), 1848-as huszárfőhadnagy, földbirtokos, és felesége, boldogfai Farkas Franciska (1840–1872) asszony voltak. Testvére Strausz Antal (1872–1935), veszprémi kanonok, zsinati bíró, zalai főesperes, bői címzetes prépost. Unokatestvérei, strauszenberghi dr. Strausz Sándor Domonkos (1867–1932) jogász, Komárom vármegyei királyi ítélő táblai bíró, valamint strauszenberghi Strausz Farkas (1863–1946), MÁV főellenőr, nagylengyeli földbirtokos voltak, akinek a szülei strauszenberghi Strausz Sándor (1831–1922), Zala vármegye bizottsági tag, zalai esküdt, körjegyző, a "Zalamegyei Gazdasági Egyesület" tagja, nagylengyeli birtokos, és boldogfai Farkas Krisztina (1837–1883) voltak. 

## Élete
Elemi iskolai tanulmányait Nagylengyelben és Pinkafőn, a gimnáziumot Szombathelyen. A szombathelyi szeminárium elvégzését követően 1886. március 17.-ben szentelték pappá Szombathelyen. Pappá szentelése után nevelő volt gróf Sigray családnál, majd káplán lett Kőszegen. 1895 és 1909 között dobronaki plébánosként, valamint 1909 és 1929 között alsólendvai esperesplébánosként tevékenykedett. 1915-ben a szombathelyi egyházmegye püspöke érdemei elismeréséül címzetes kanonokká nevezte ki. A Trianoni veszteség után, 10 évig élt Alsólendván jugoszláv uralom alatt és rengeteg szenvedést állott ki. Négy ízben felgyújtották az alsólendvai plébániát, jugoszláv csendőri segítséggel beverték az ablakait, folyton zaklatták és az élete sem volt biztonságban, mire bárhogy sajnálta magyar híveit elhagyni, visszatért szülőfalujába és a szombathelyi egyházmegyébe 1929-ben már 66 éves korában. Nagylengyelben fivérével, Strausz Antal veszprémi prépost-kanonokkal 1924-ben megalapították a paulai Szent Vincéről elnevezett irgalmas nővérek zárdáját. Az alapítványi vagyon az ősi szülői házból állt, amelyet kibővíttettek a szerzetesnők lakása céljára, a kápolnából és egy különálló épületből, melyben a római katolikus jellegű leányiskola nyert elhelyezést. Amikor nyugalomba ment és Nagylengyelbe vonult vissza.
A kommunizmus bejövetele után, családi vagyontól rokonait megfosztották; a nagylengyeli karitatív intézménynek vége lett. 1952. október 30-án hunyt el Nagylengyelben, 89 évesen.